# 広島市中央公園

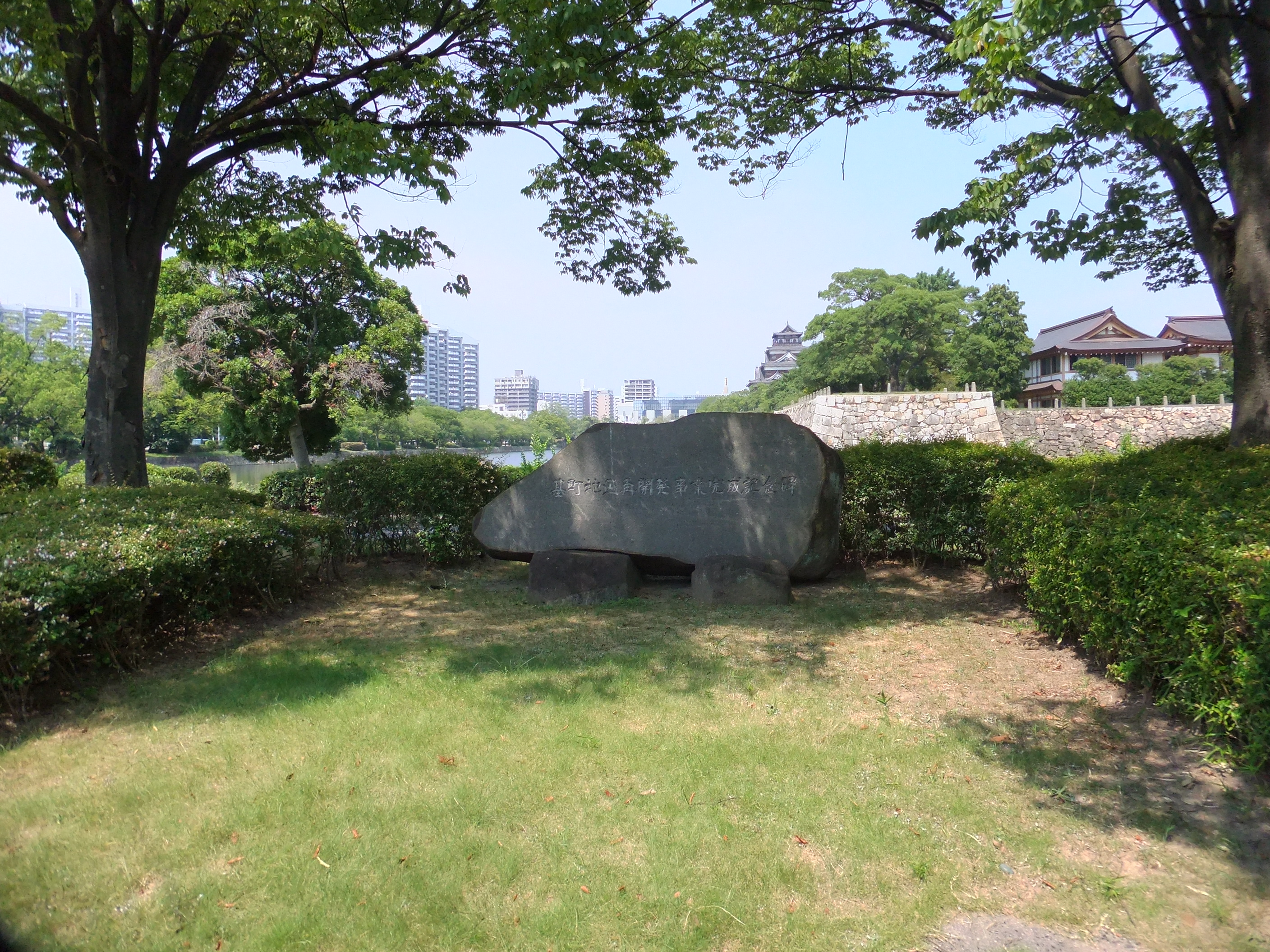
基町地区再開発事業完成記念碑

広島市中央公園（ひろしましちゅうおうこうえん）は、広島県広島市中区基町にある都市公園（総合公園）。広島市公園条例では単に「中央公園」として定められている。

## 概要
1946年（昭和21年）の都市計画を経て、1949年（昭和24年）に公布・施行された広島平和記念都市建設法に基づき整備された。
中四国地方最大の商業業務地である広島市の紙屋町・八丁堀に隣接し、周辺には広島平和記念公園があるほか、交通施設として広島バスセンターやアストラムライン県庁前駅、商業施設として基町クレドや地下街シャレオがある。
公園全体は公益財団法人広島市みどり生きもの協会が管理する。広島市公園条例第6条の3では、中央公園のうち広島城及びその周辺の区域を中央公園「広島城区域」として定めている（一般には「広島城公園」「広島城址公園」と呼ばれている）。なお、広島護国神社などの区域は中央公園の区域外である（広島護国神社の敷地については1956年（昭和31年）に公園区域から除外された）。
「中央公園（史跡広島城跡二の丸周辺）」で平成7年度手づくり郷土賞（歴史・文化部門）受賞のほか、日本の歴史公園100選および都市景観100選に選定されている。

## 歴史

### 公園の整備
江戸時代には、武家屋敷が広がり、明治以降は陸軍第5師団が置かれたが、1945年の原爆投下により爆心地近く（軍用地のほぼ全域が爆心地より1.5km以内）に位置していたため壊滅、軍用地は撤去された。
1946年（昭和21年）11月1日、戦告237号により70.48haが『中央公園』として、都市計画公園として指定。当時の計画では、原爆ドームのある近辺や基町のアパート群周辺も中央公園用地とされていた。また、丹下健三が設計した広島平和記念公園の1951年（昭和26年）当時の計画では、当公園のほか、基町中層アパート群や市営基町高層アパートのあたりも、平和公園として整備する構想があった。1951年（昭和26年）8月6日に発表された「広島平和記念都市建設計画についての意見書」で、中央公園用地については正式に、平和祈念施設建設用地から外された。その後の計画で、中央公園は58.76haに変更された。

### 区域の変遷
実際は、戦後の住宅不足を解消するために、公営の住宅が1949年（昭和24年）までに市・県・住宅営団などが1815戸建築。さらに原爆で住む家を失った被災者たちが本川東岸を中心とする地区に流入して次々にバラック住宅を建築、いわゆる原爆スラム（通称「相生通り」）が形成された。
1952年（昭和27年）、公園の北側突端部のうち東側、広島市民病院敷地、広島商工会議所敷地が公園区域から除外された。
1955年（昭和30年）5月の広島市長選で、中央公園を縮小して住宅建設をする公約を出した渡辺忠雄が当選。1956年（昭和31年）11月には、基町にアパートを1,894戸建築することを決定。公園用地は、さらに16ha減らされた。
1956年に公園区域から除外されたのは、広島護国神社及びPL教団敷地、河岸緑地、基町住宅用地である。基町には当初は中層アパートを整備する計画だったが、1968年の基町地区再開発計画（基町再開発事業）より、高層アパート計画に変更。1978年に再開発が完了した。詳細は原爆スラム・市営基町高層アパートを確認のこと。
一方、1957年（昭和32年）には旧広島市民球場の東側の範囲が公園区域に編入された。
その後、1980年年代初頭に太田川基町護岸が整備されている。

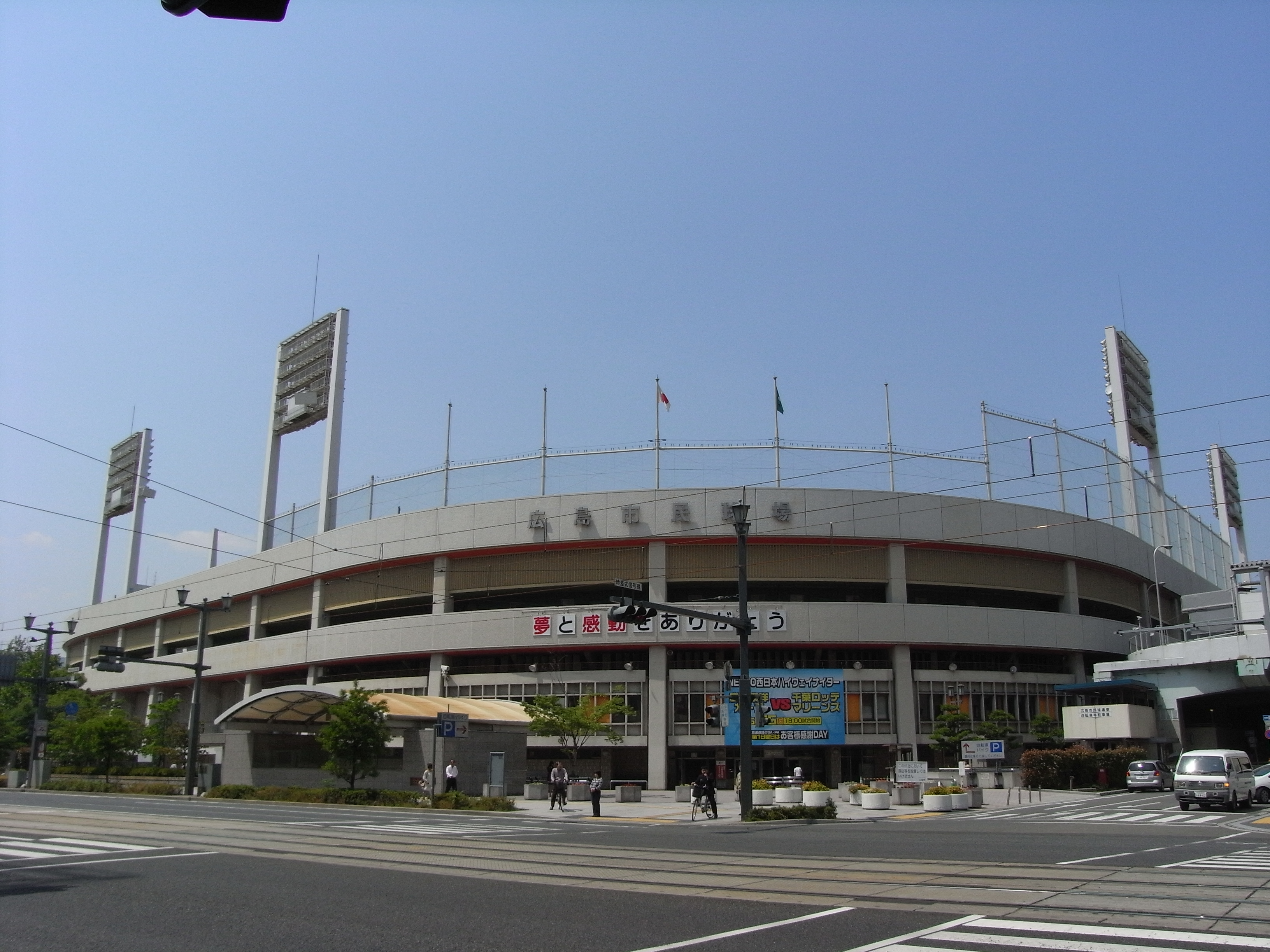
旧広島市民球場
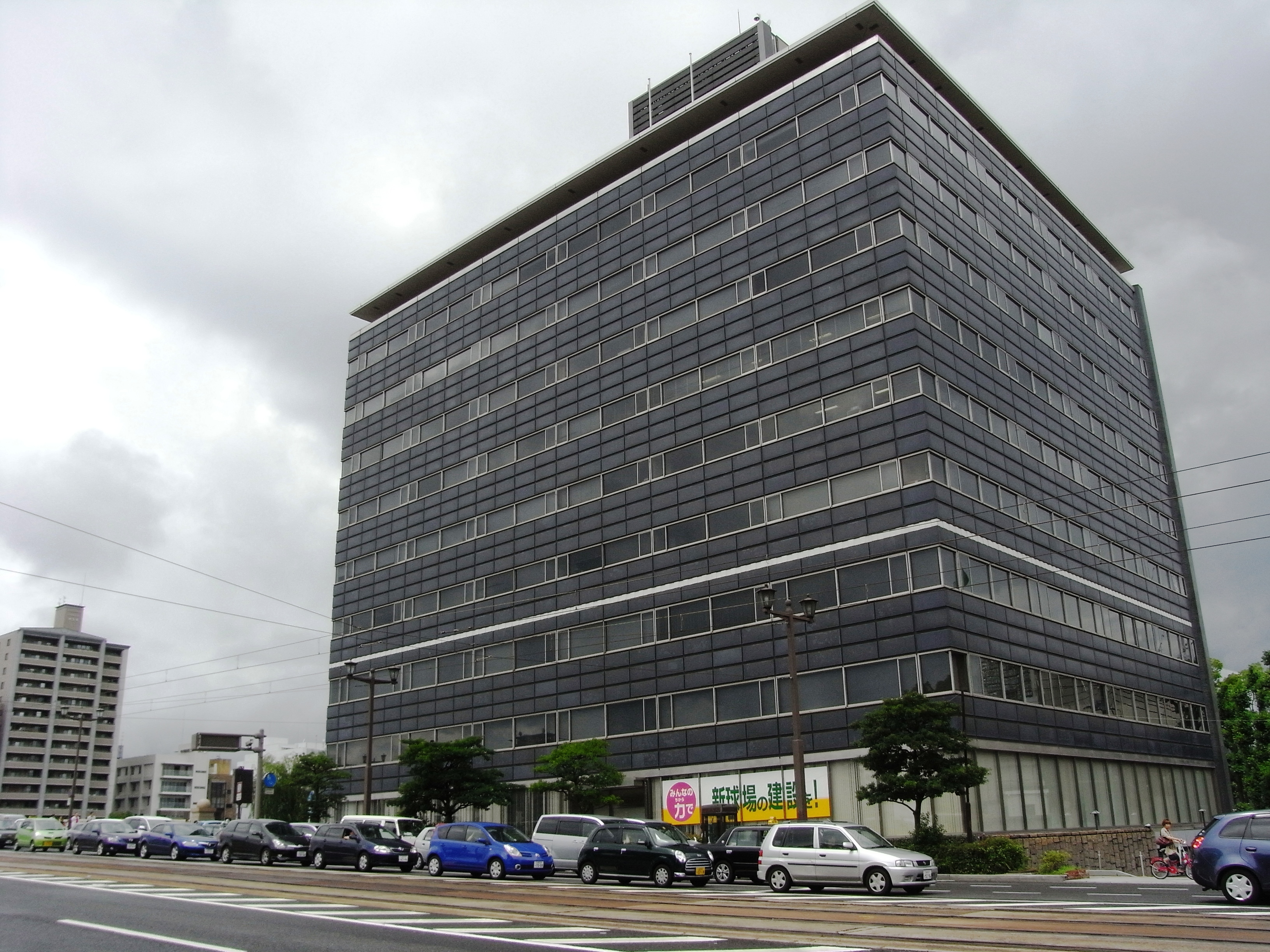
広島商工会議所

### サッカースタジアムの整備

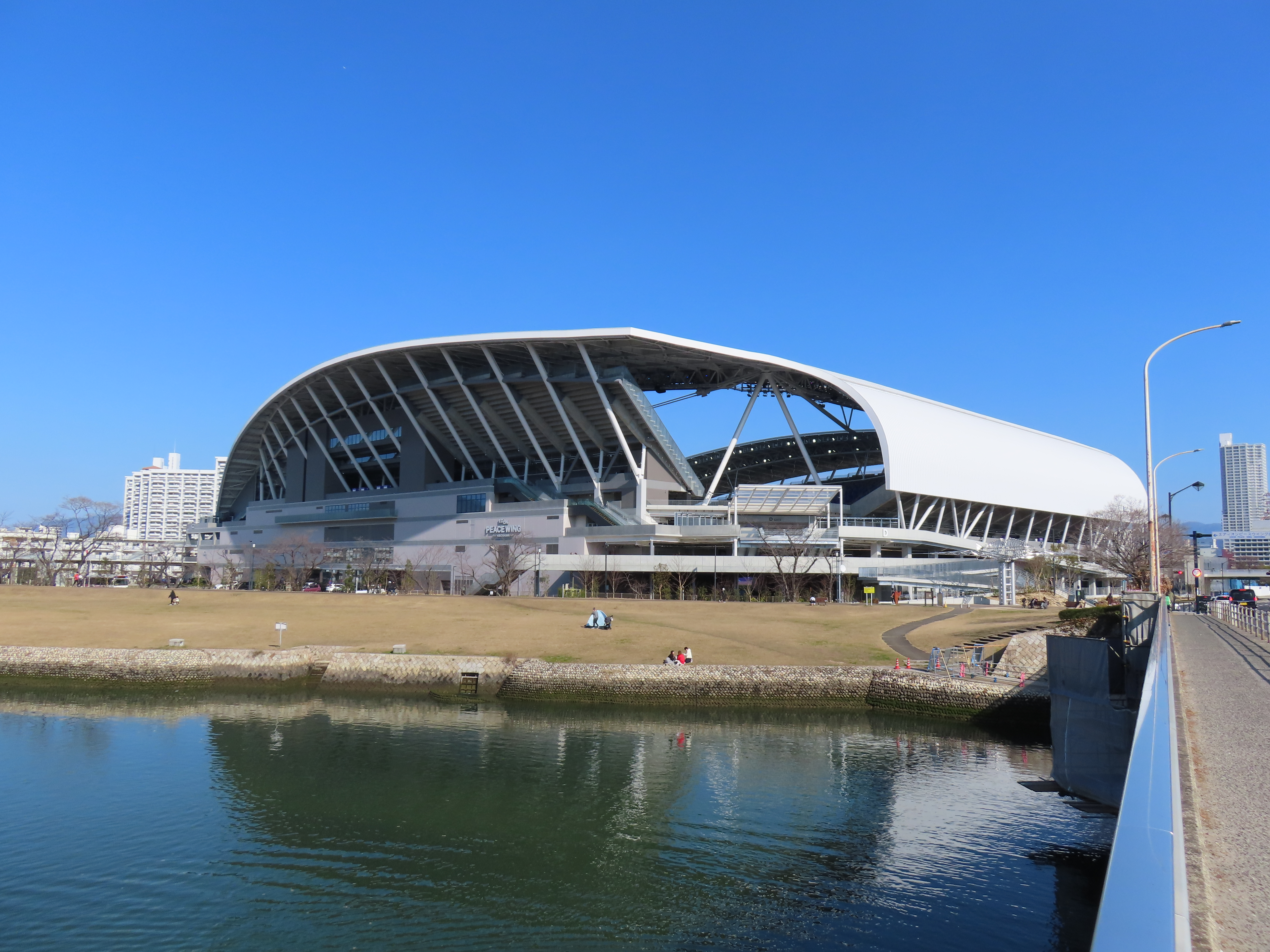
エディオンピースウイング広島

2019年2月、広島県、広島市、広島商工会議所、サンフレッチェ広島の4者によるトップ会談で、サッカースタジアム建設候補地を中央公園広場とすることで合意した。2022年2月1日に着工。2024年2月1日に開業した。
2024年8月1日には、当スタジアムに隣接する区域に商業施設「HiroPa」が開業したことで、「ひろしまスタジアムパーク」が全面開業した。

## 園内

### 歴史ゾーン
広島市公園条例では中央公園のうち広島城及びその周辺の区域を中央公園「広島城区域」としている。市の「中央公園の今後の活用に係る基本方針」では北東側に位置する広島城周辺を「歴史ゾーン」としている。
広島城内堀は堀川（ほりかわ）となっている。広島城の堀の水の富栄養化対策として1990年代に、旧太田川で取水し、市営基町高層アパート沿いから広島城の堀を一周した後、広島市道中広宇品線（城南通り）沿いを流れて再び旧太田川に戻る様になった。基町アパート沿いは親水公園として機能している。

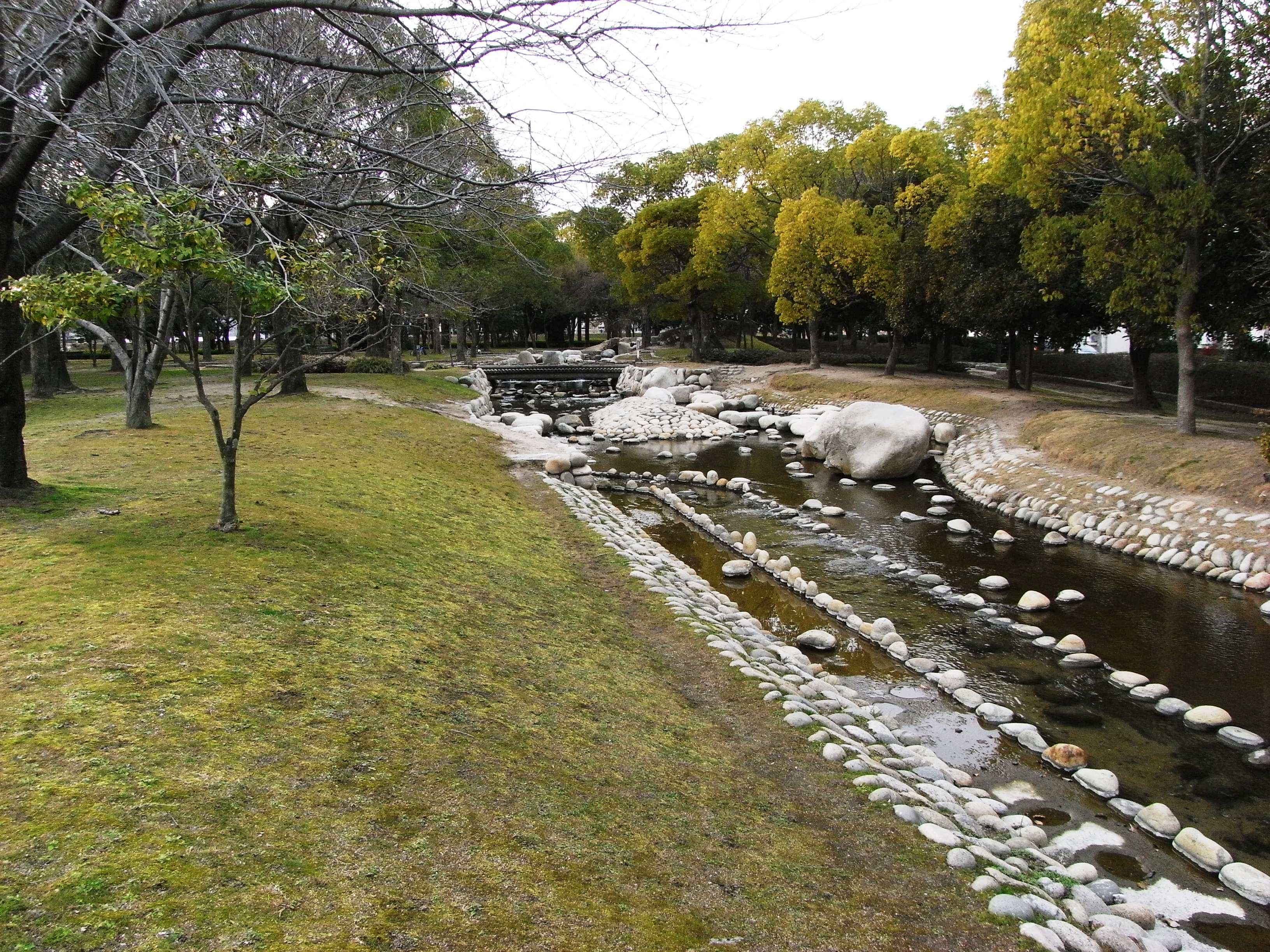
ほりかわ（基町高層アパート沿い）
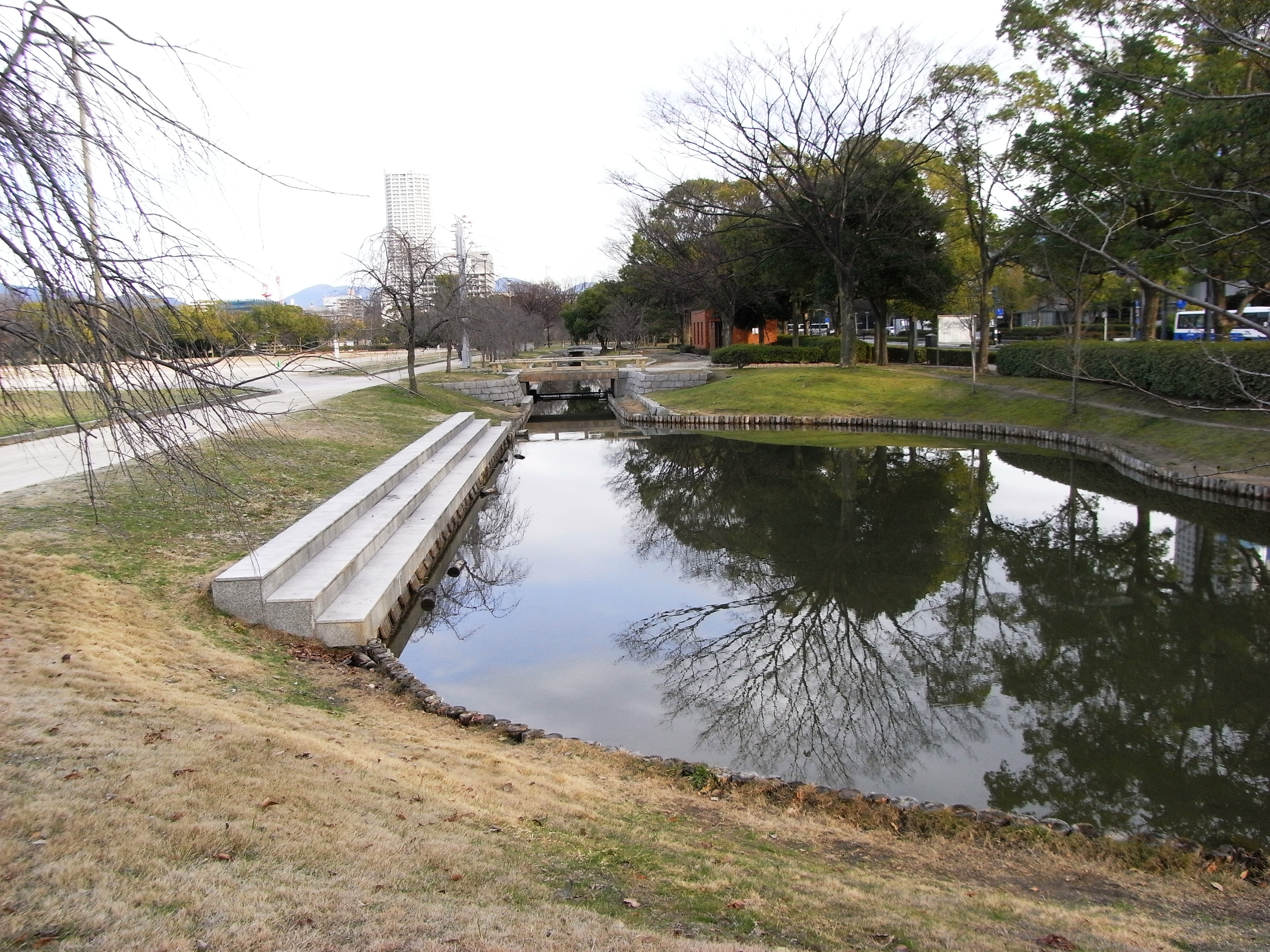
ほりかわ（城南通り沿い）

### スポーツ・レクリエーションゾーン
北西側にある中央公園広場内にサッカースタジアム「エディオンピースウイング広島」が建設され、その南側の広島県立総合体育館などとともに「スポーツ・レクリエーションゾーン」としている（広島市「中央公園の今後の活用に係る基本方針」）。

#### 広場エリア
中央公園広場エリア等整備・管理運営事業に基づき、サッカースタジアム「エディオンピースウイング広島」を挟んで東西にそれぞれ広島市中央公園「広場エリア」が整備されている。
スタジアムの傍らにモニュメント「鯤（こん）」がある（海と島の博覧会で展示されたものを移設）。中央公園広場内にあった加藤友三郎の銅像については、スタジアム建設に伴いいったん撤去され移設後に再除幕となる。
なお、公園内には三等三角点大手があったが廃点となった。また、1992年に重慶市との友好都市との提携5周年を記念して中国庭園「渝華園（ゆかえん）」が城南通り沿いにあったが、サッカースタジアム建設予定地に含まれたため解体され、2024年に後述の広島市中央図書館の北側にある緑地に移設されることになった。

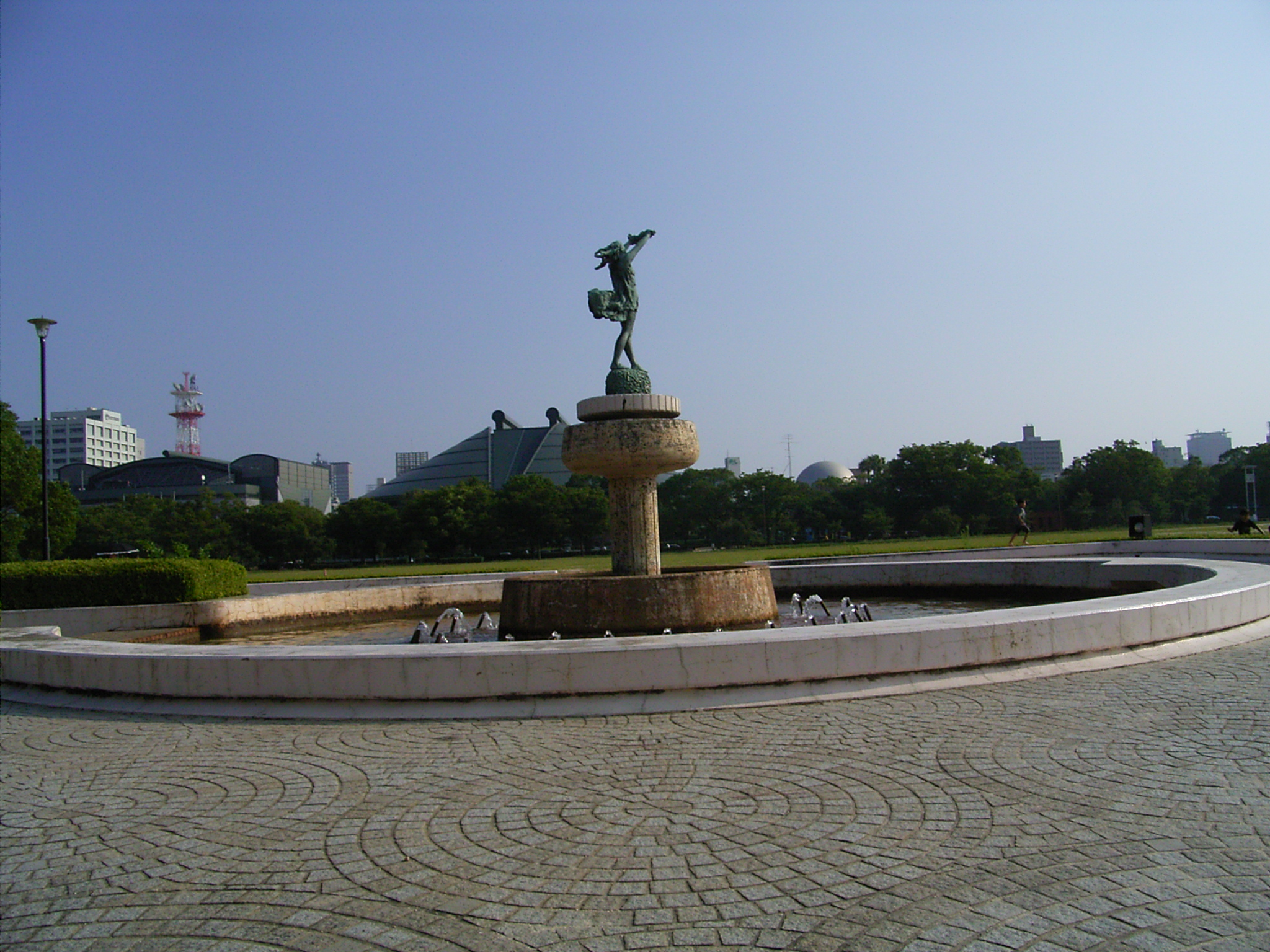
自由広場内噴水
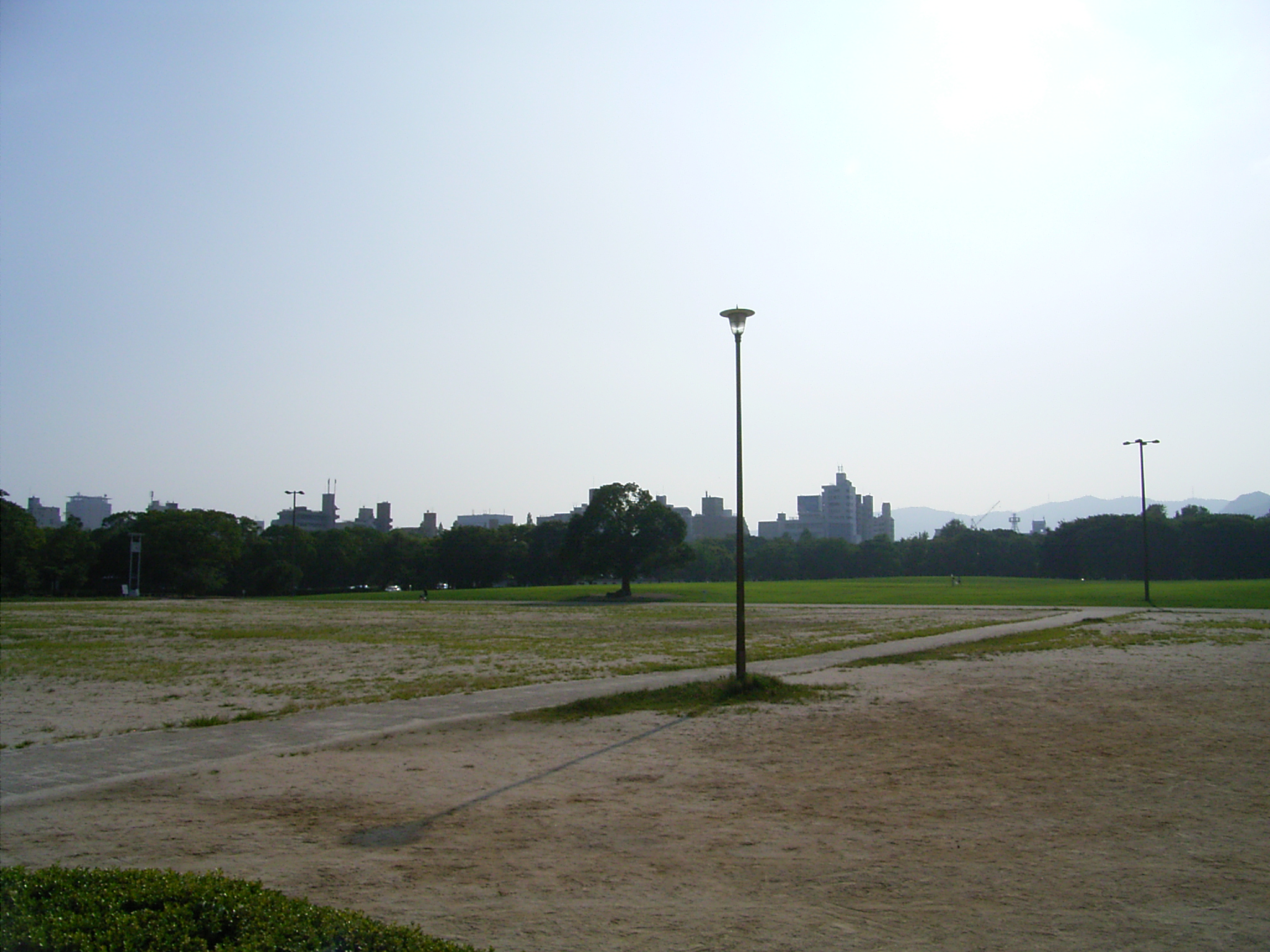
自由広場と芝生広場
鯤
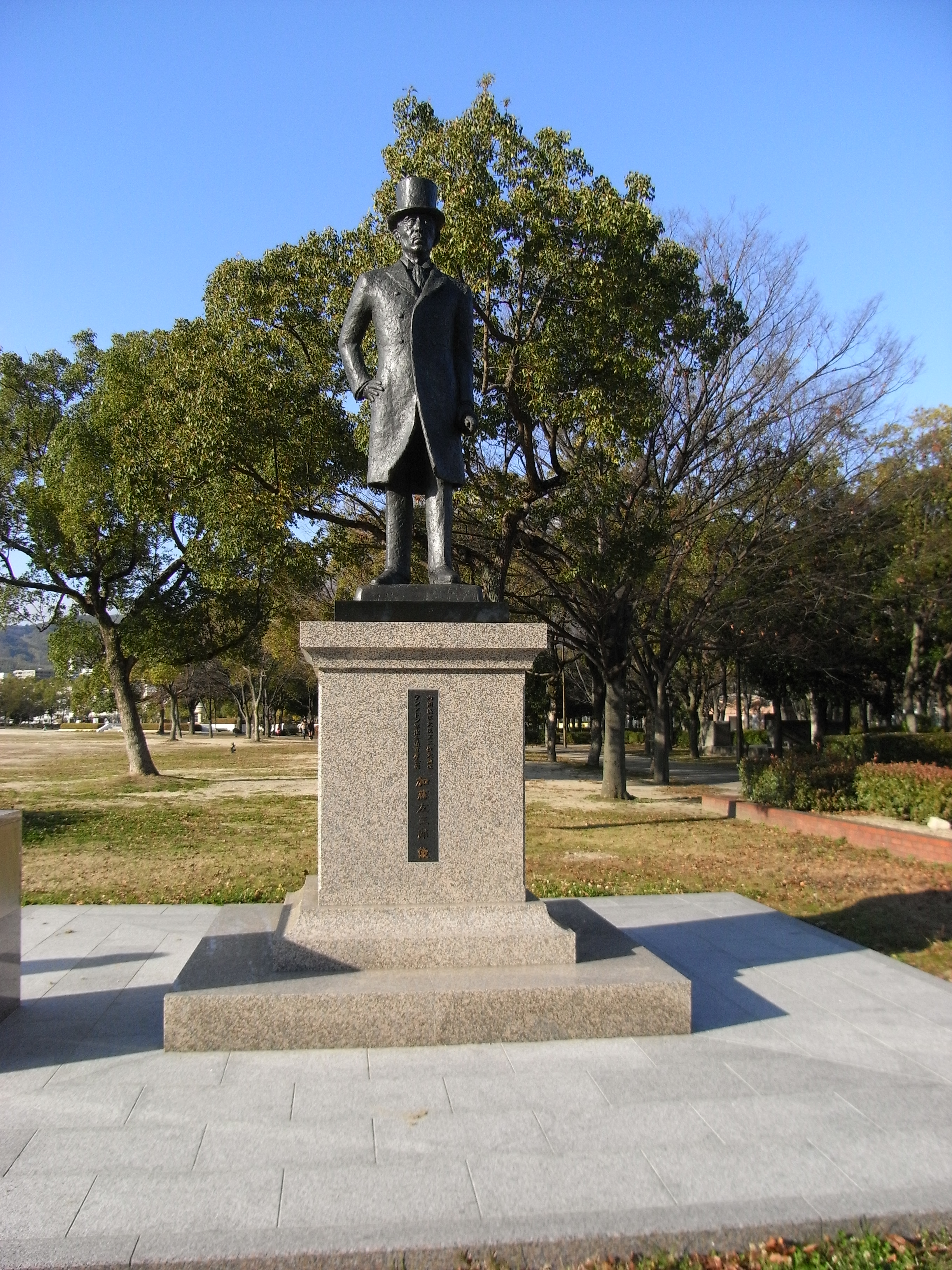
加藤友三郎銅像
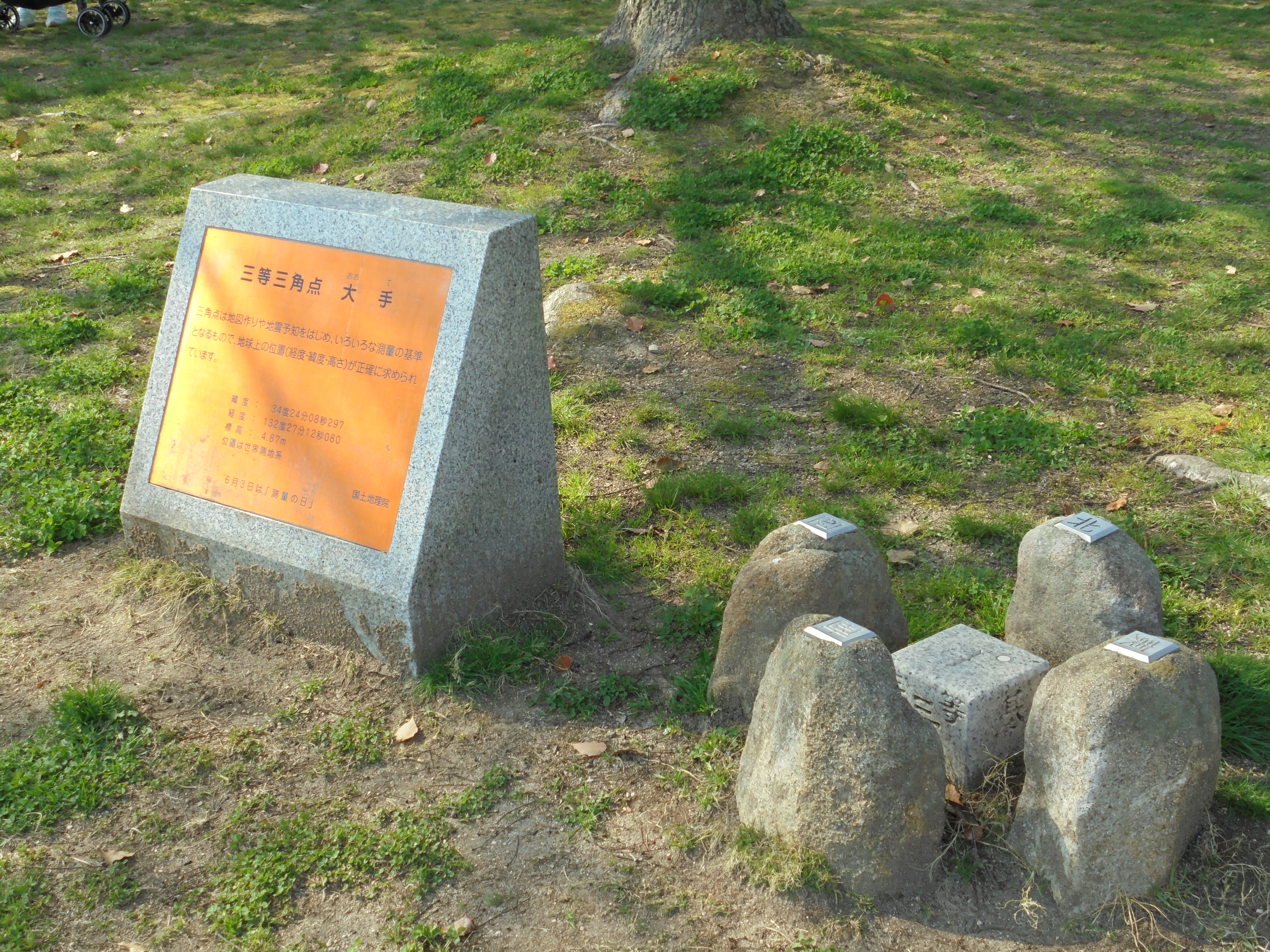
公園の北西側にあった三等三角点大手

#### 広島県立総合体育館
運動施設に関しては、広島県立総合体育館（1993年竣工）がある。1962年開館の広島県立体育館を広島アジア競技大会開催時に建て替えた。以前は同敷地内に競技用プールの広島県立屋内プールも併設されていたが、建て替え敷地確保のために広島市総合屋内プールに機能を移している。なお、広島県立総合体育館には25mのプールがある。

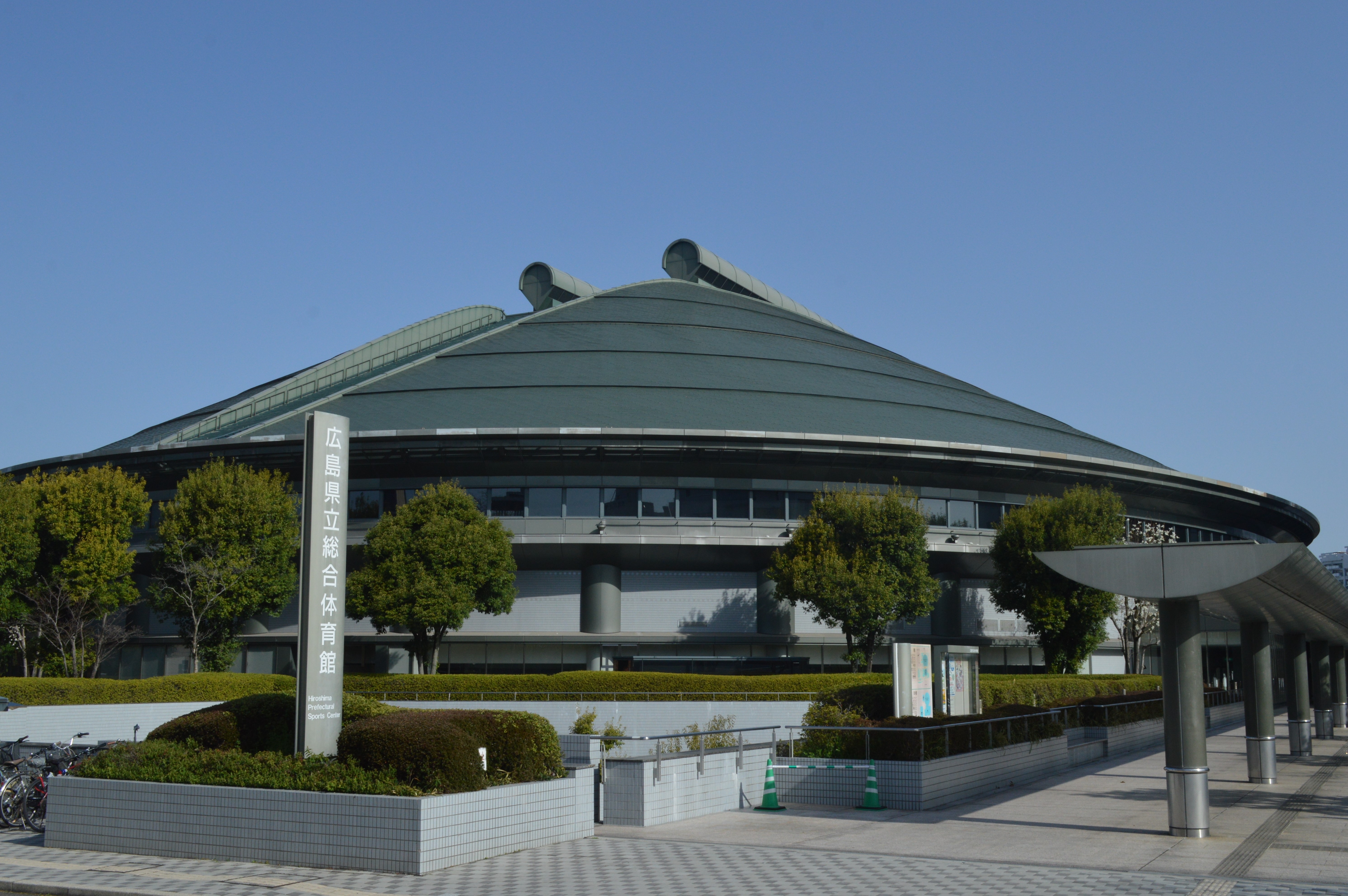
広島県立総合体育館 大アリーナ
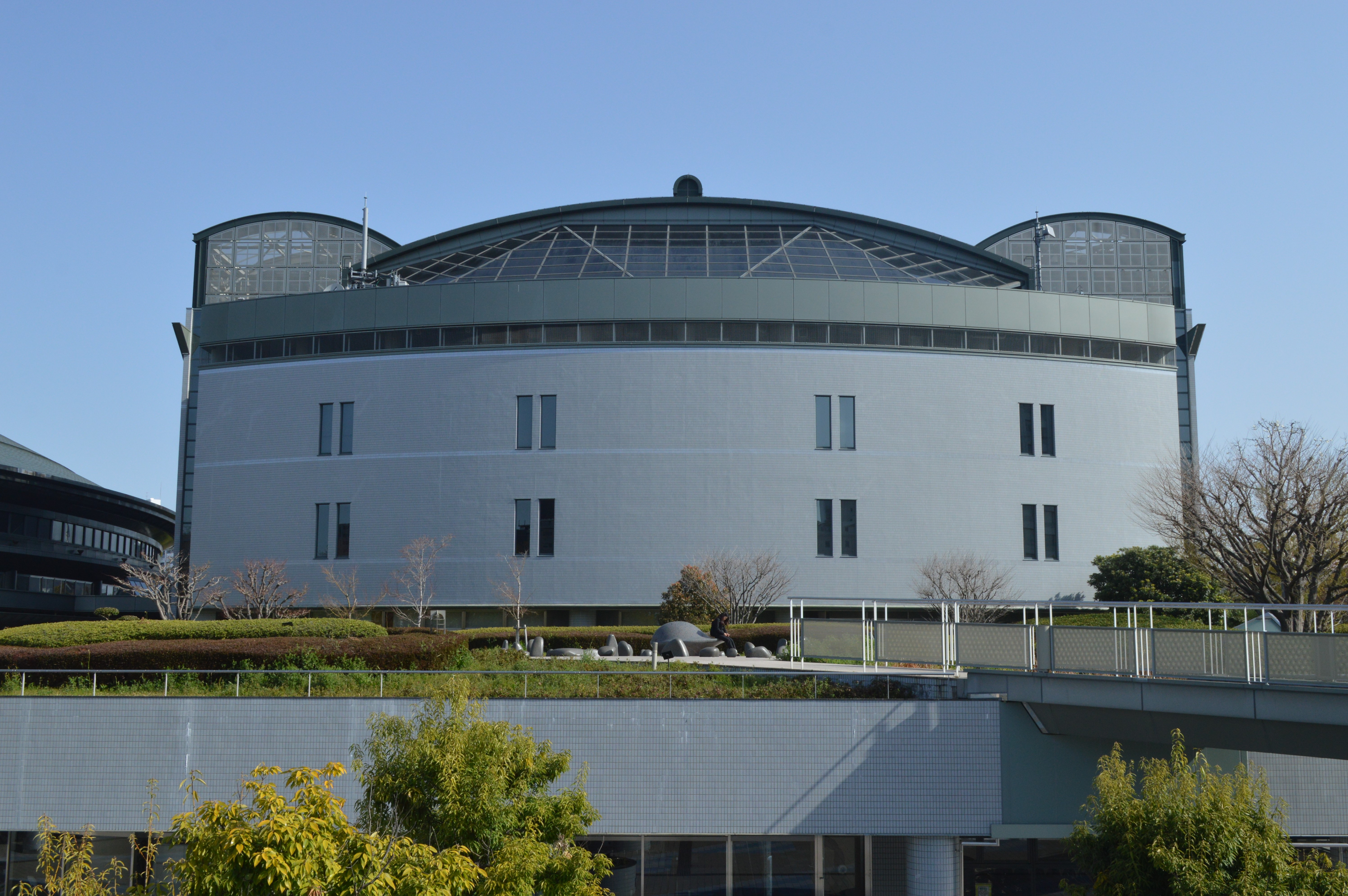
広島県立総合体育館 小アリーナ

### HIROSHIMA GATE PARK
2023年3月31日にイベント広場「HIROSHIMA GATE PARK PLAZA」と商業施設「SHIMINT HIROSHIMA」からなる「HIROSHIMA GATE PARK」が完成した。この場所は県立総合体育館の南側の旧広島市民球場（2009年3月31日まで「広島市民球場」）跡地で、市の「中央公園の今後の活用に係る基本方針」で「イベント・集客ゾーン」として整備することとされた。球場跡地に隣接して広島市青少年センター（1966年開設）があるが、移転が検討されている。
「HIROSHIMA GATE PARK」には、開業後1年間で約630万人が来場し、2024年度のグッドデザイン賞を受賞した。
HIROSHIMA GATE PARK内には友好都市のハノーバー市（ハノーファー市）との関係を記念して造られたハノーバー庭園がある。岡本太郎の明日の神話の展示に名乗りを上げたときに、この場所に展示される事になっていたが選考から外れている。横には、1949年の平和記念式典で鳴らされた平和の鐘がある。

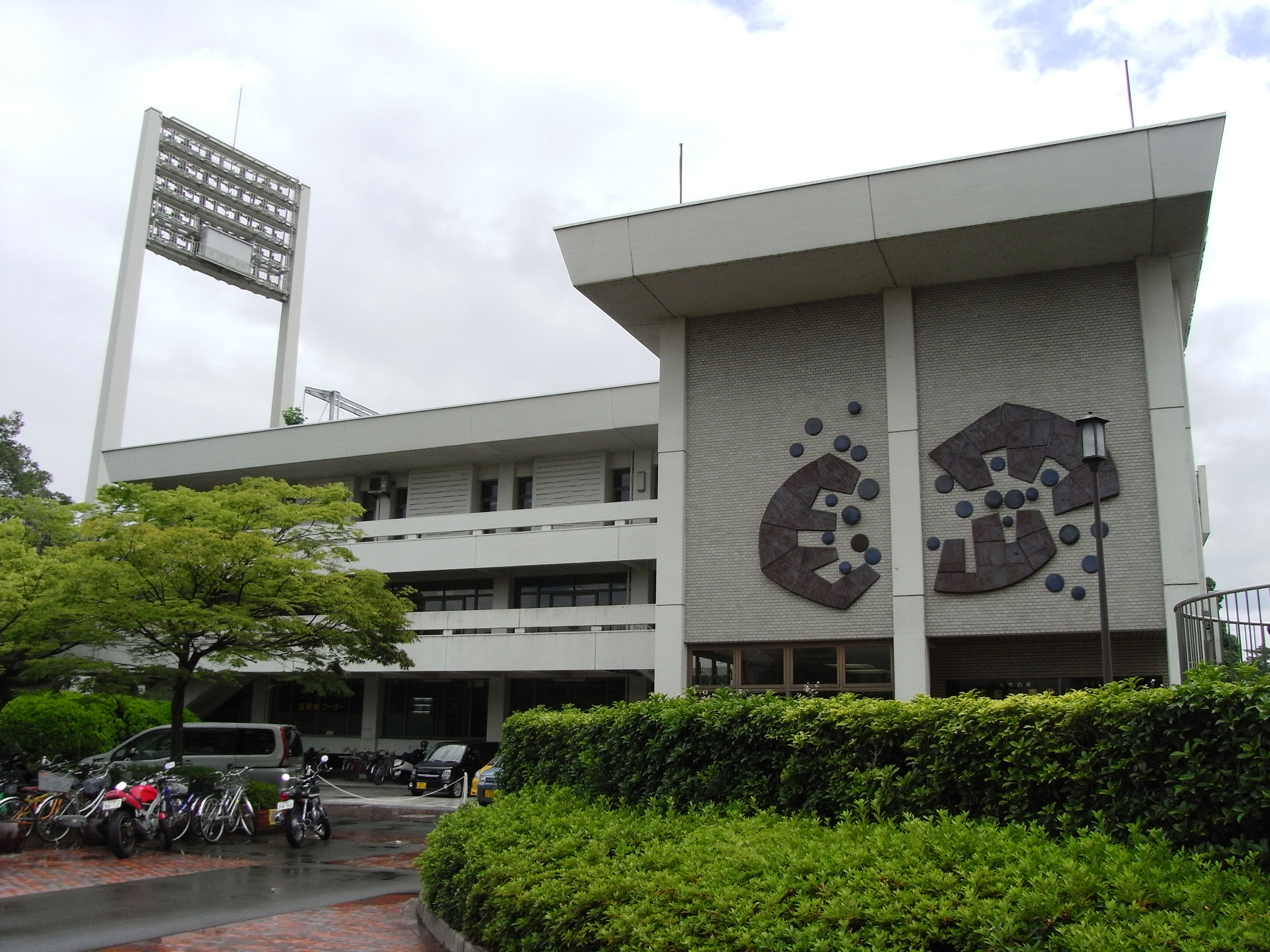
広島市青少年センター
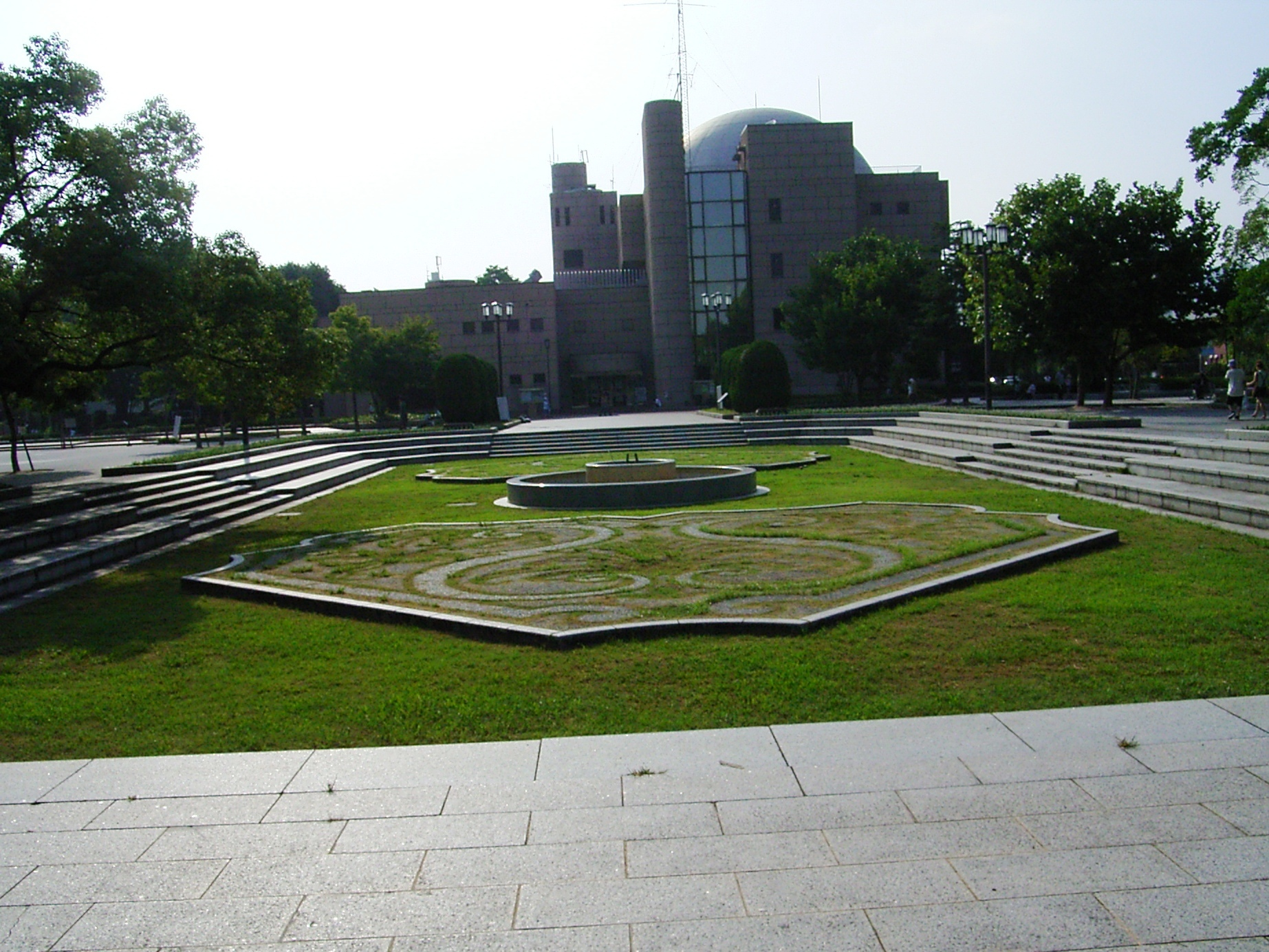
ハノーバー庭園
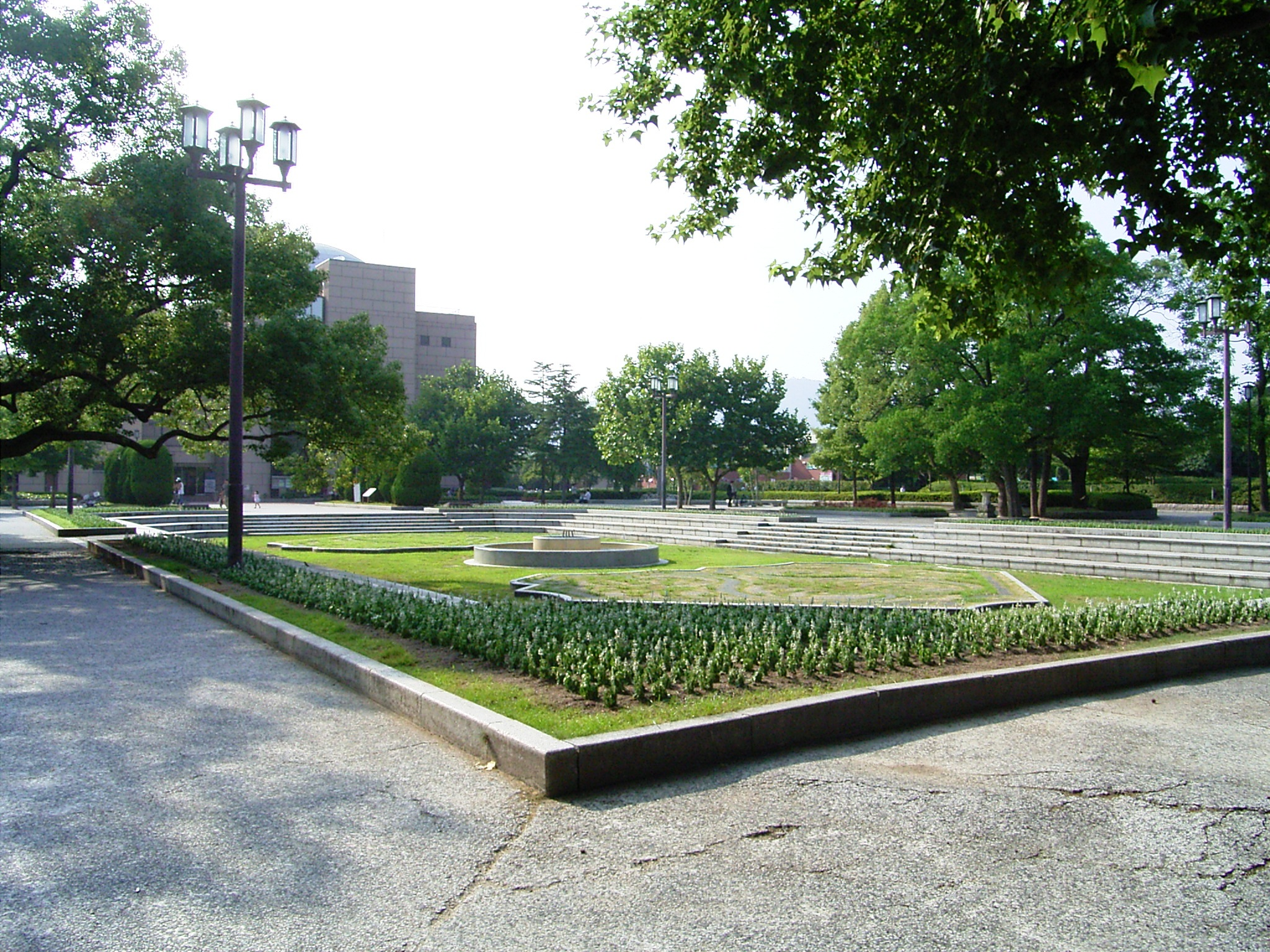
ハノーバー庭園
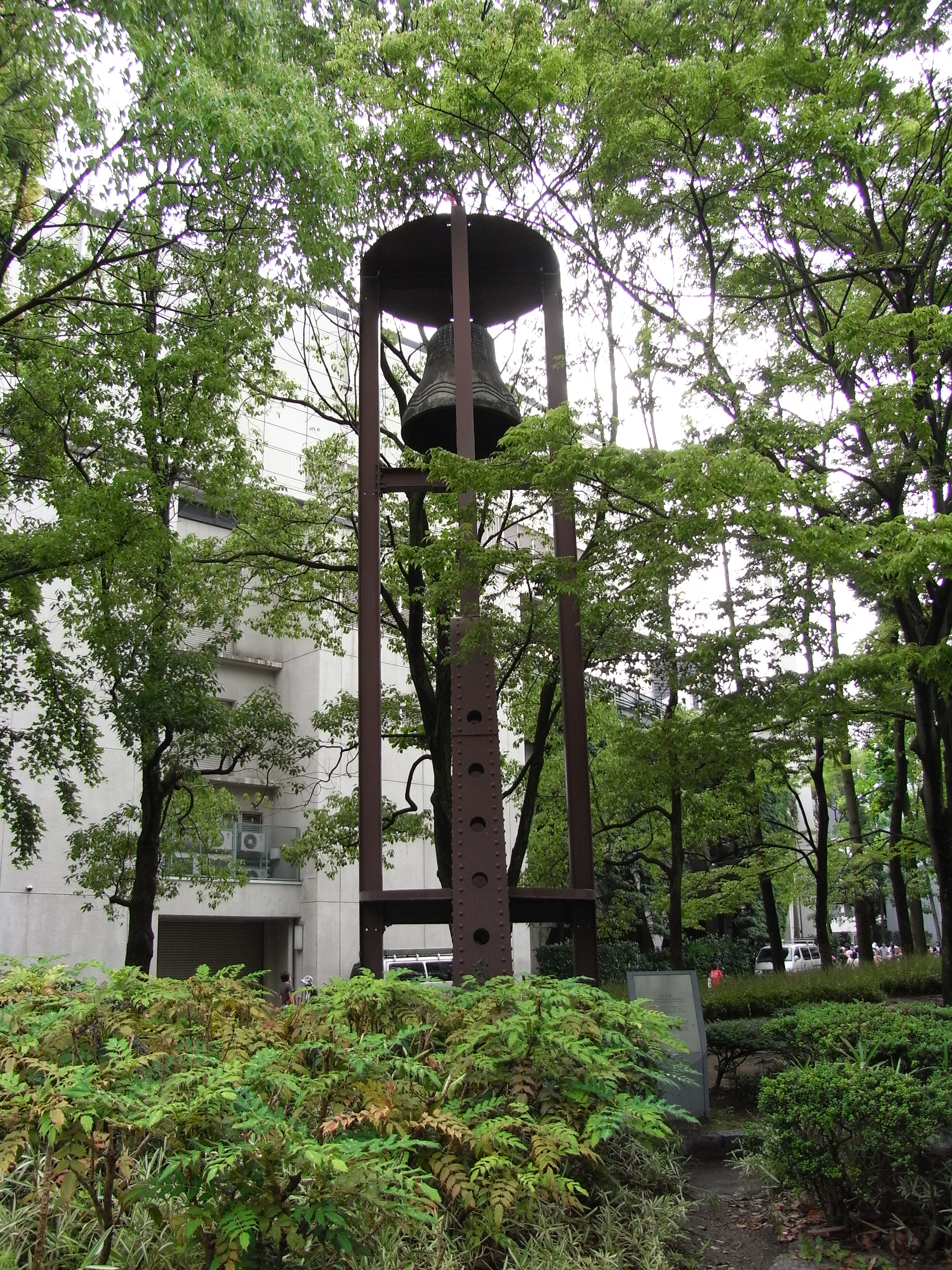
平和の鐘

### 文化芸術ゾーン
文化・芸術施設に関しては、ひろしま美術館（1978年開設）、広島市立中央図書館（1974年開設）、広島市映像文化ライブラリー（1982年開設）が建てられている。広島市立中央図書館裏庭には、平和観世音菩薩像がある。
市の「中央公園の今後の活用に係る基本方針」では以上の美術館や図書館などの施設を中心に「文化芸術ゾーン」として整備する予定である。

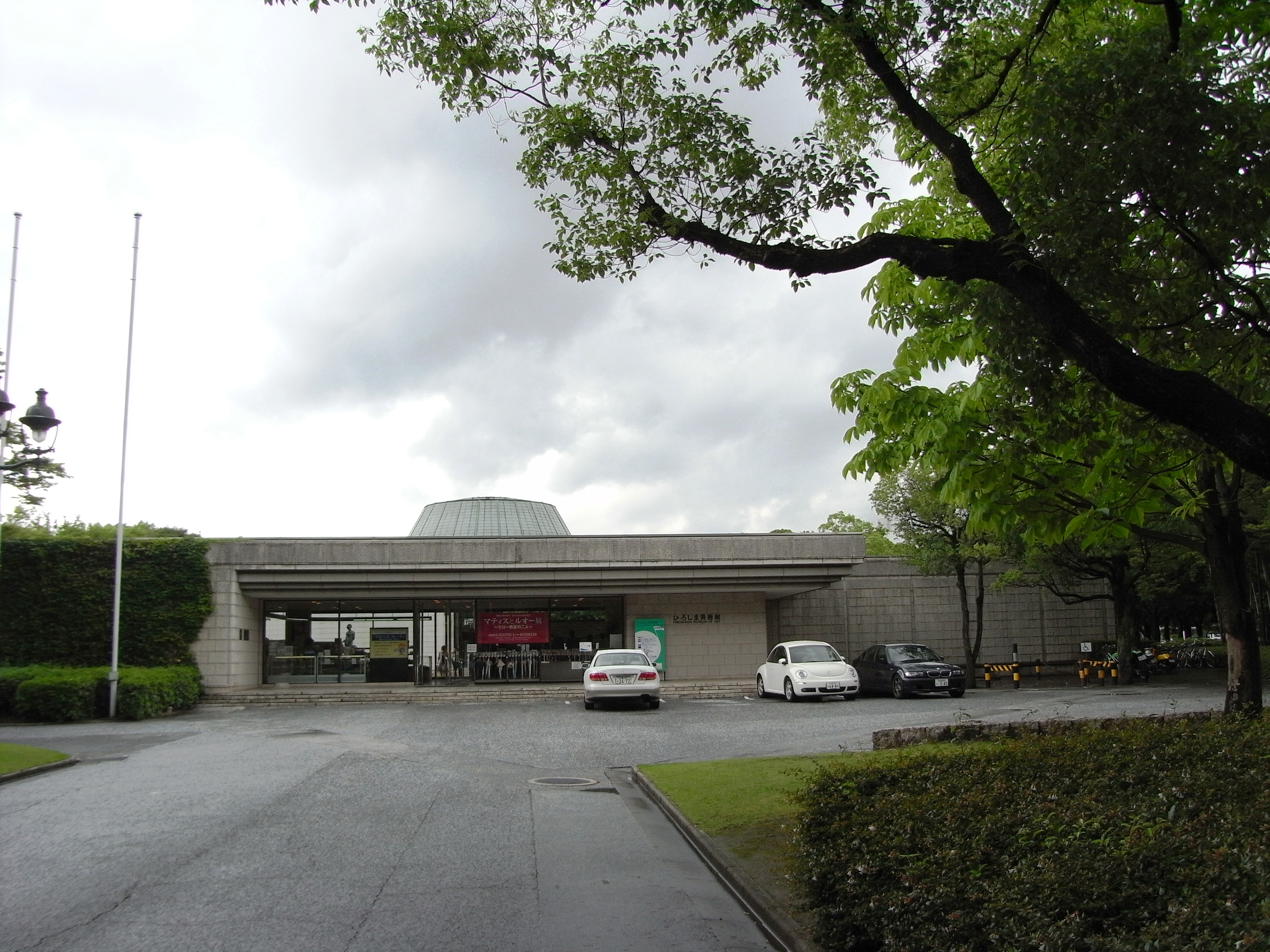
ひろしま美術館
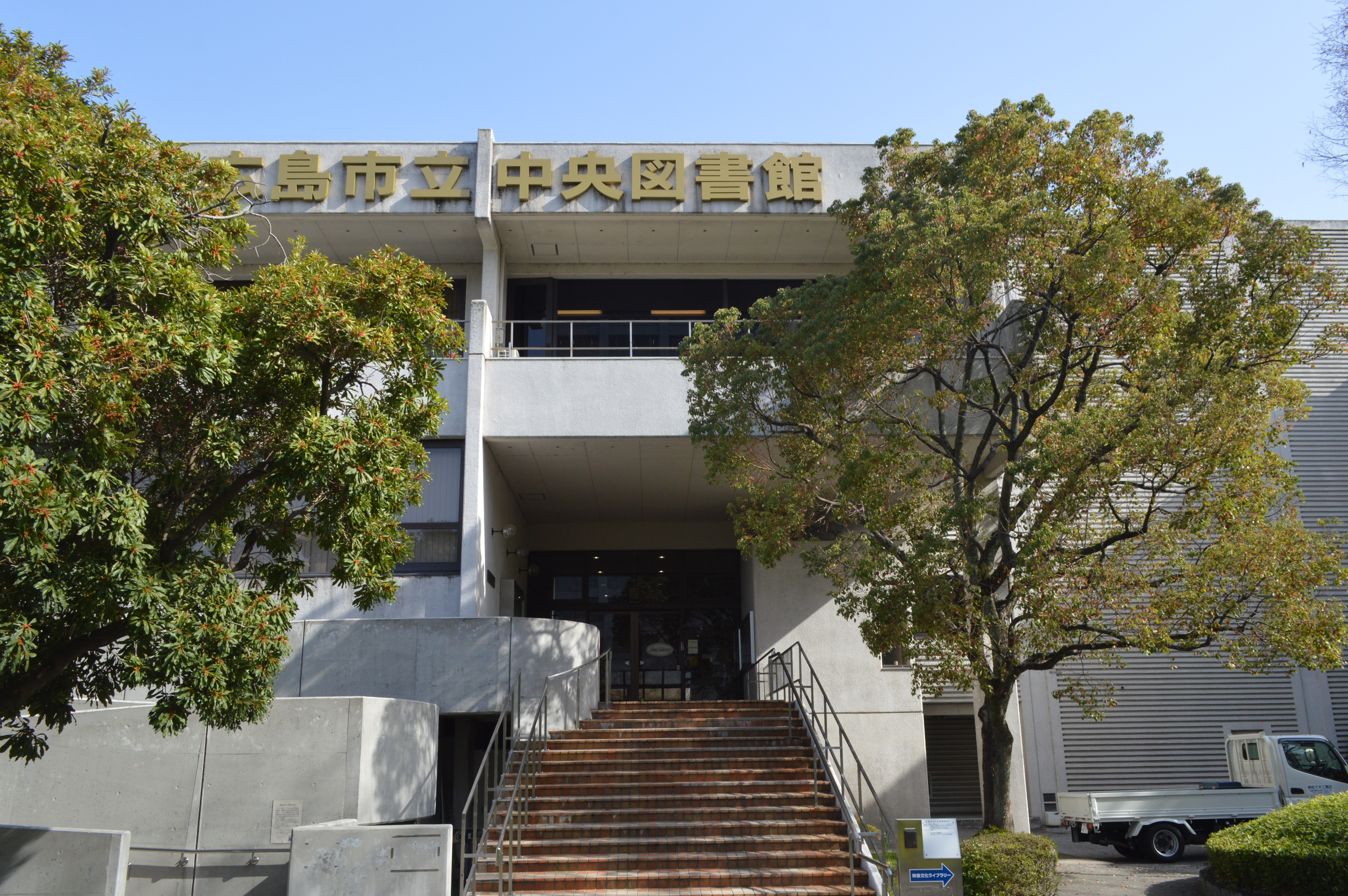
広島市立中央図書館 広島市映像文化ライブラリー

なお、広島市中央公園広場に隣接した城南通り沿いに渝華園があったが、サッカースタジアム建設予定地に含まれたため解体され、2024年に広島市中央図書館の北側にある緑地に移設された。

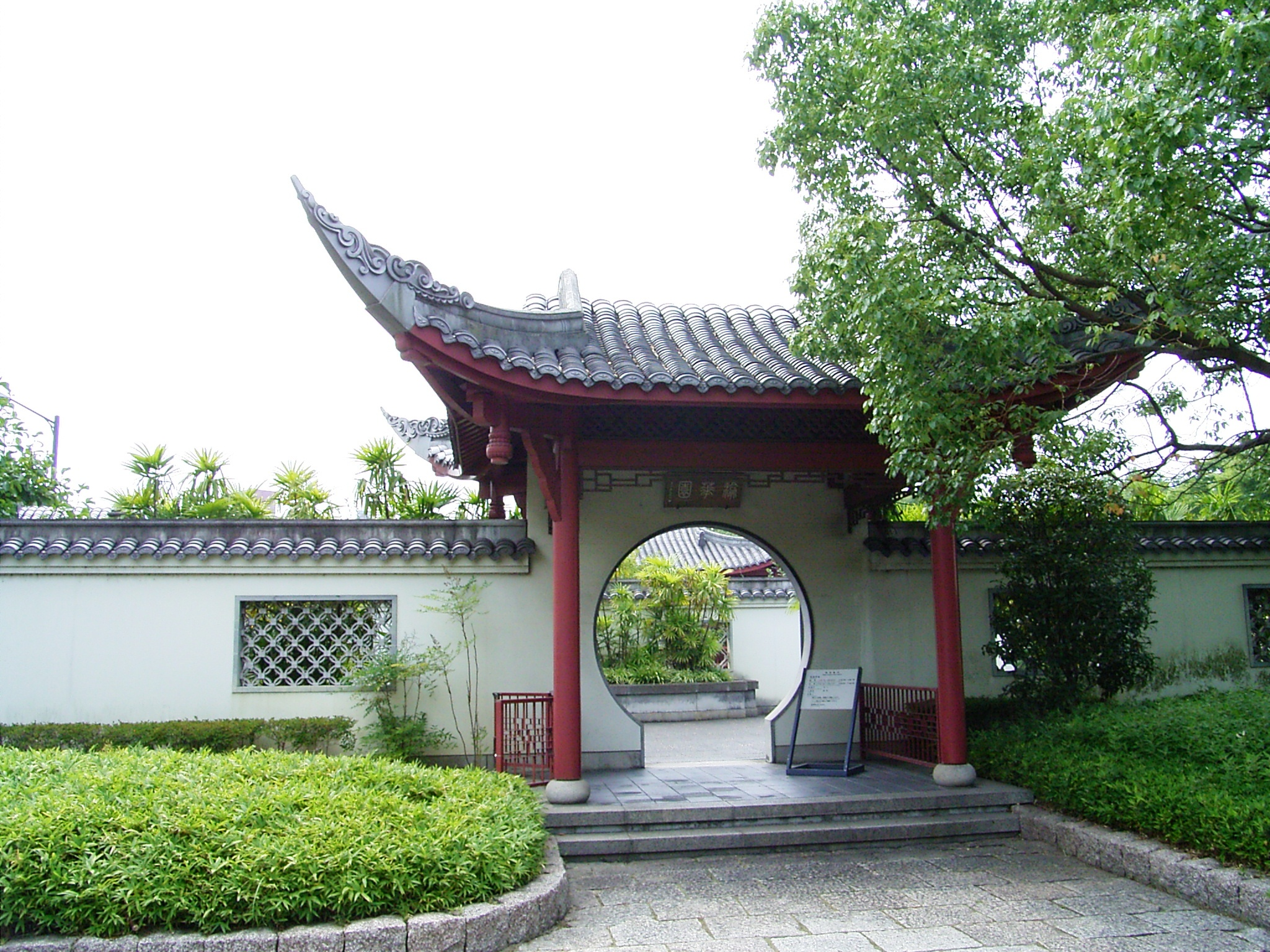
渝華園（移設前）
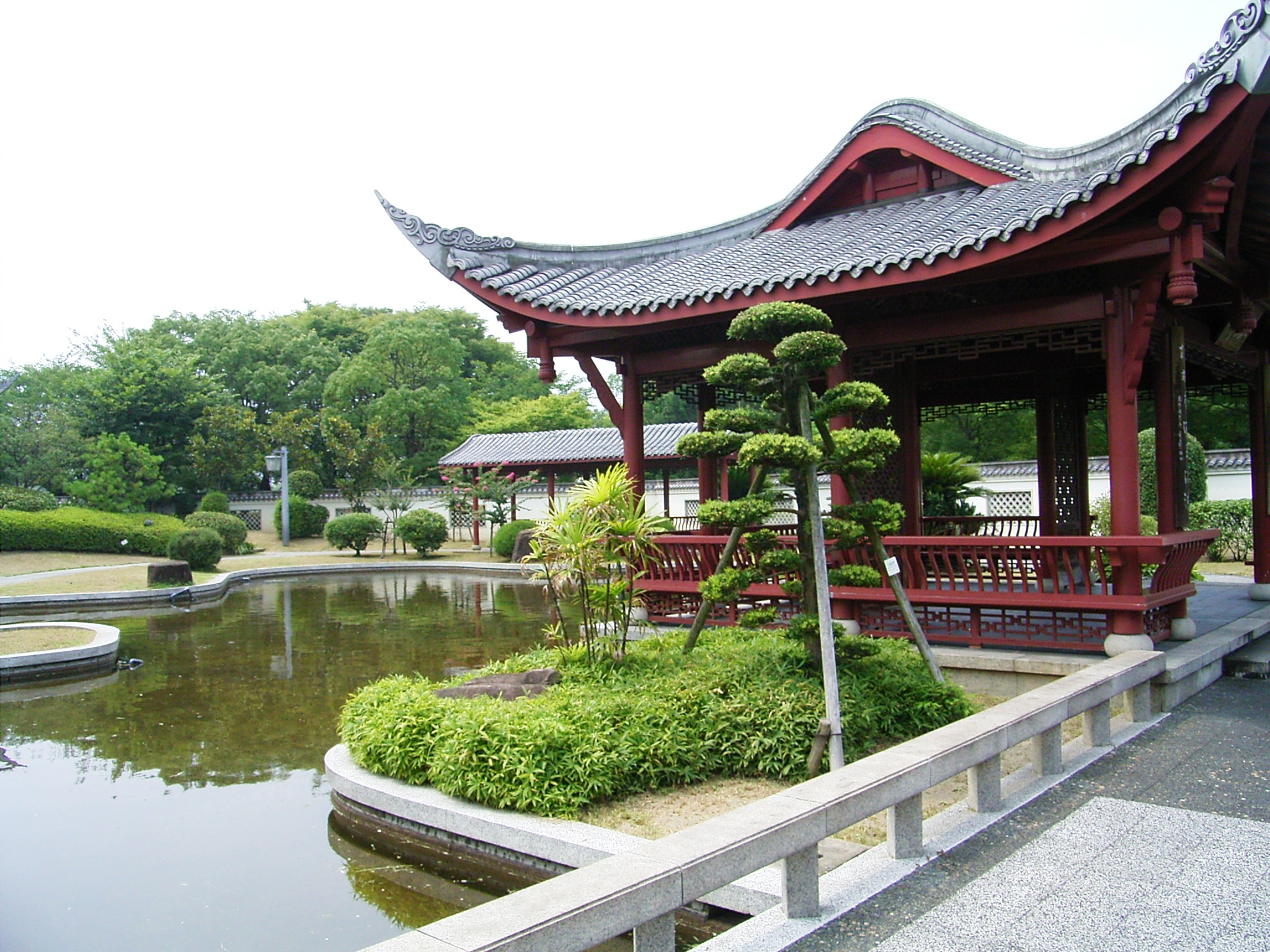
渝華園（移設前）
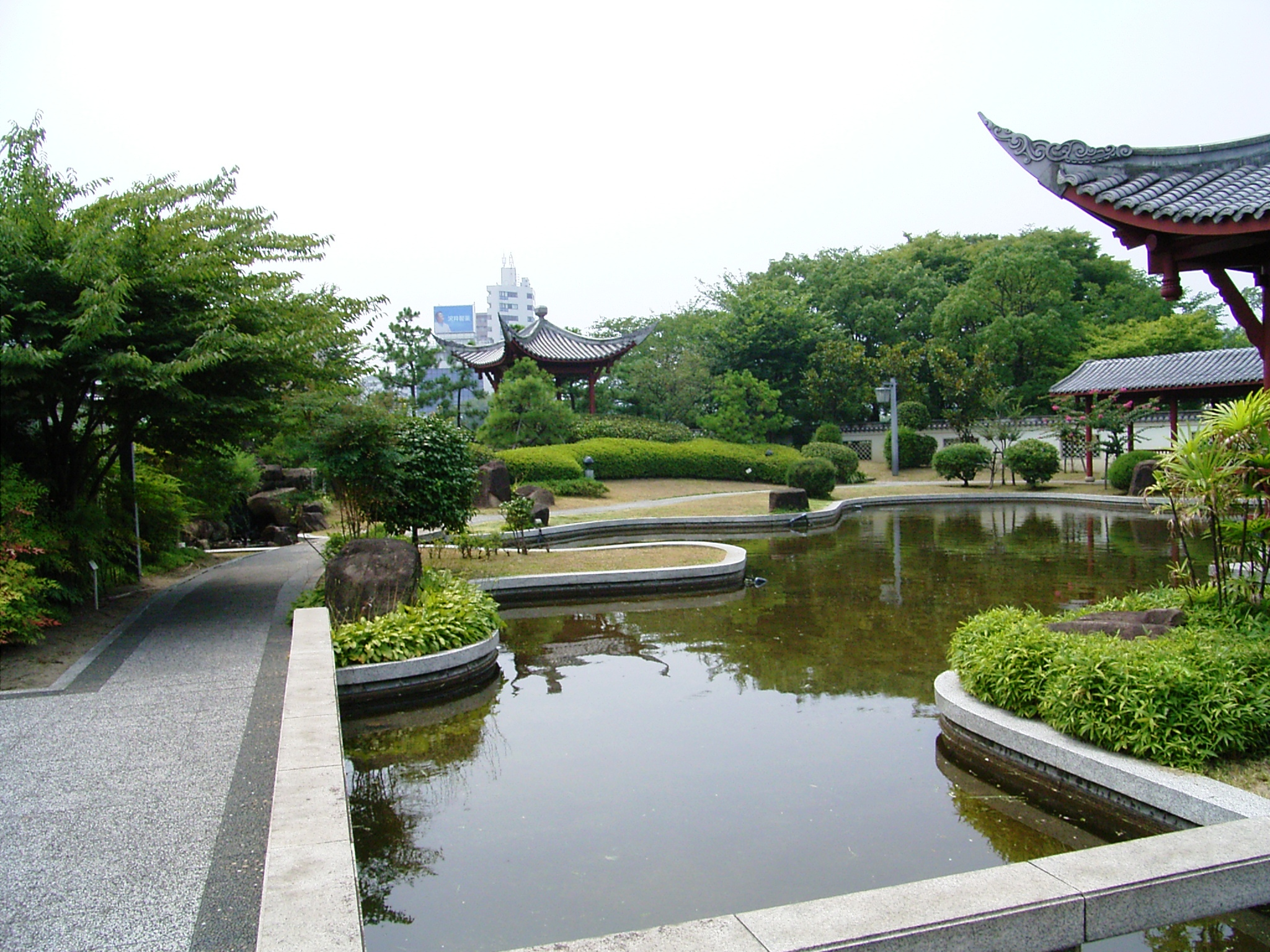
渝華園（移設前）

### こどもゾーン
児童施設に関しては、広島市こども文化科学館（1980年開設）や広島市こども図書館（1980年開設）が建てられている。広島市こども文化科学館及び広島市こども図書館のあった場所には1954年から1978年まで広島市児童図書館があった。その北側に中央公園ファミリープールがあるが、中央公園ファミリープールは廃止が検討されている。
市の「中央公園の今後の活用に係る基本方針」では子どもの遊び場空間となる「こどもゾーン」を再整備する予定である。

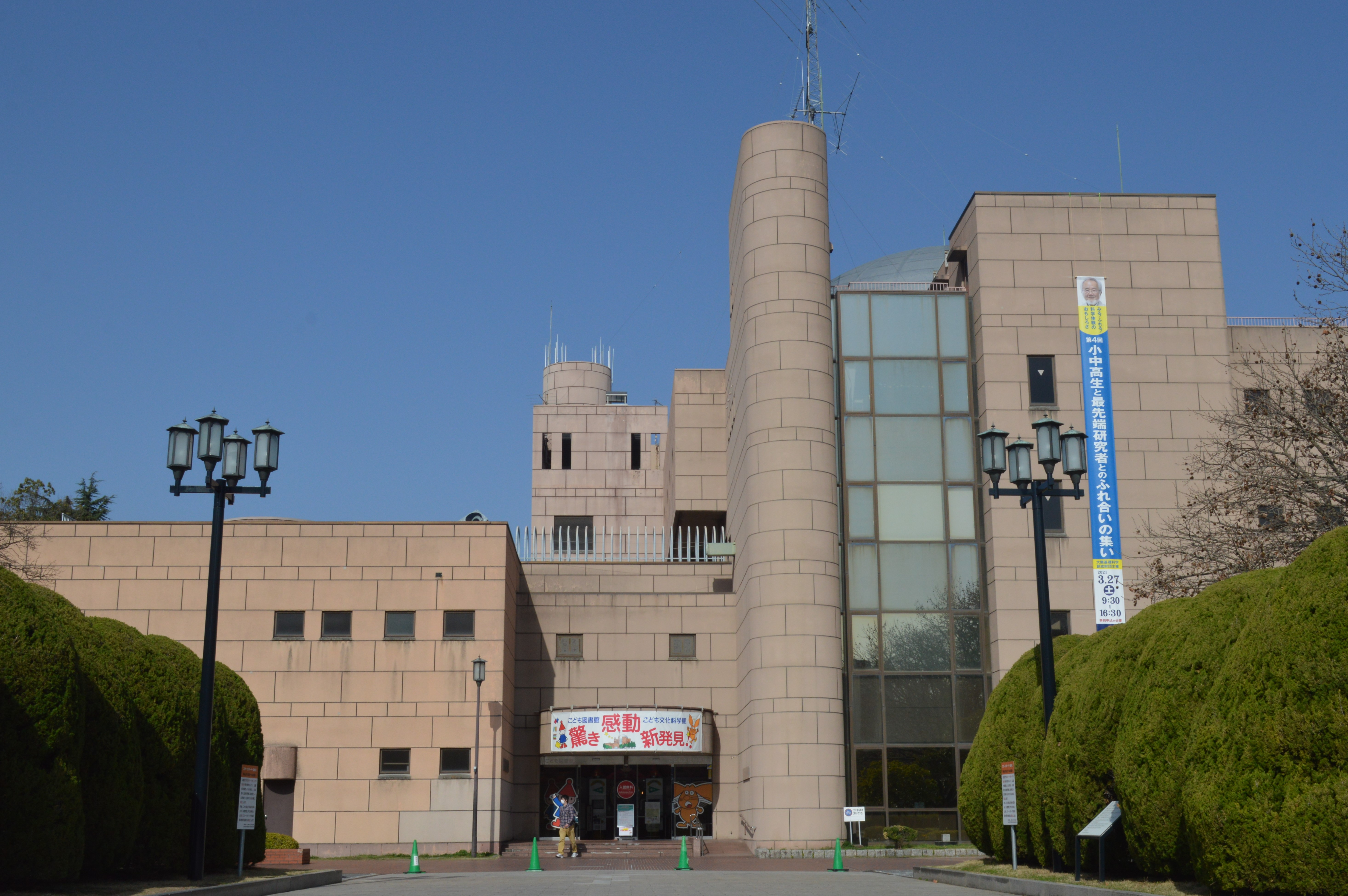
広島市こども文化科学館 広島市こども図書館
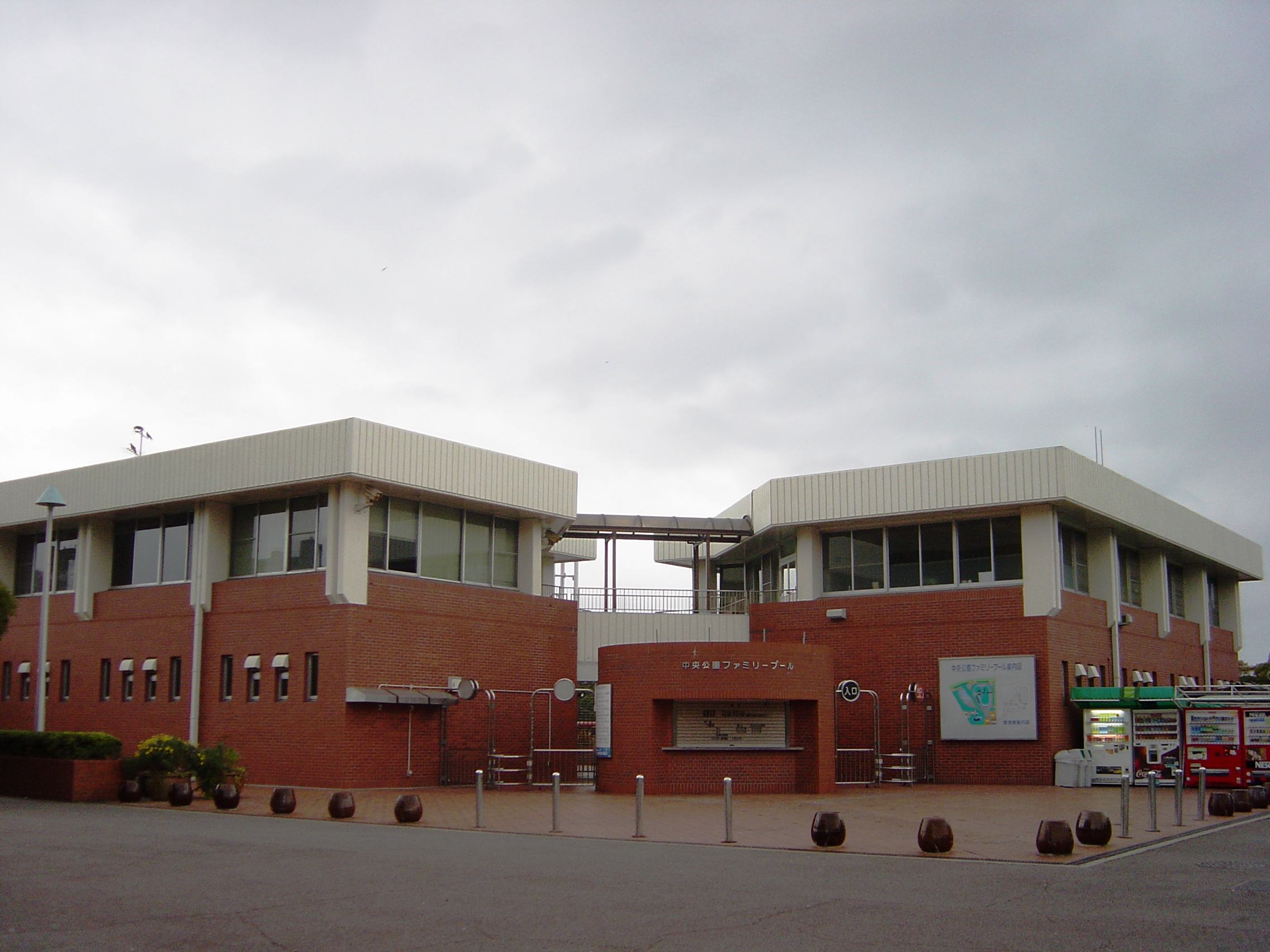
中央公園ファミリープール
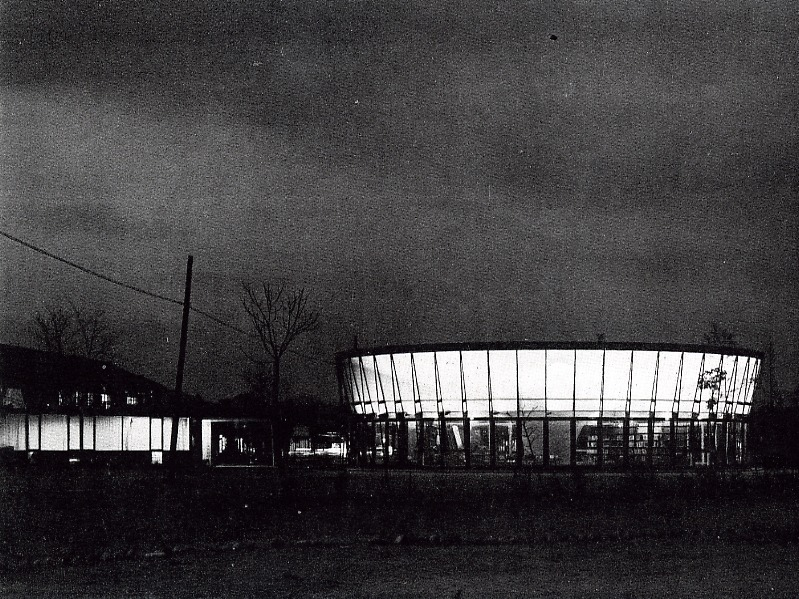
旧広島市児童図書館
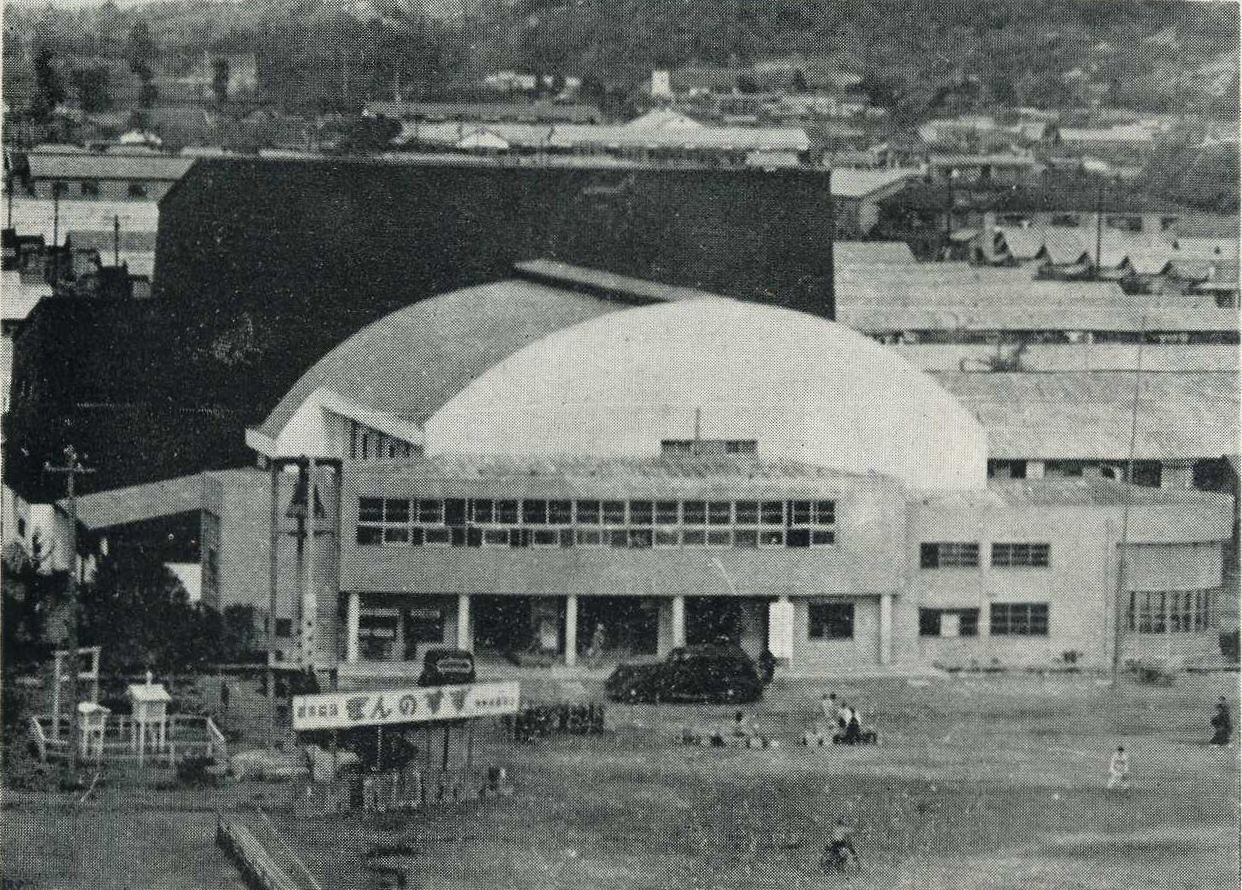
旧児童文化会館

## 交通
最寄り電停・駅は、広島電鉄（路面電車）原爆ドーム前電停とアストラムラインの県庁前駅。また、広島バスセンターにも隣接している。